# Luke Harbut
Luke Harbut, né le 18 avril 1980 à Londres, est un joueur anglais de rugby à XV évoluant au poste de pilier (1,79 m pour 111 kg).

## Carrière
- 2001-2003 : Saracens  Angleterre
- 2004-2006 : Northampton Saints  Angleterre
- 2006-2008 : CA Brive  France
- 2008-2009 : RC Narbonne  France
- 2009-2015 : Sporting Club Tulliste  France